# Impatiens nanlingensis
Impatiens nanlingensis är en balsaminväxtart som beskrevs av A.Q.Dong och F.W.Xing. Impatiens nanlingensis ingår i släktet balsaminer, och familjen balsaminväxter. Inga underarter finns listade i Catalogue of Life.